# Teenage days
teenage days（ティーンエイジ デイズ）は岡本玲のソロデビューシングル。2008年3月26日発売。

## 解説
ファッションモデル、俳優として活動する岡本玲のソロデビューシングル。以前、ファッション雑誌「ニコラ」の専属モデルと結成されたアイドルユニットニコモノ!としてCDデビューしている為、それを合わせると2枚目のシングル作品となる。また、同ユニットでCDデビューした2005年以来3年ぶりの音楽活動となる。作詞は岡本が「Rei」名義で行っている。
今回使用したギターは、ギブソンがオリジナルデザインで制作したギブソン・SGである。岡本がデザインし、スコットランドのタータンチェック協会から唯一正式に認定されたタータンチェック柄を使用し、SGモデルでは世界初のオリジナルギターとなる。
また、衣装のデザインも手がけ、周囲のスタッフの意見を押し切ってピンクや赤などの明るい色を使用した学生服の様なデザインになっている。
ソロ歌手としてのCDデビューを記念して全国26ヶ所で握手会『みんなのことめっちゃ好きやねん 岡本玲 デビューだよ! Thank you my friends!Tour』を開催するなど大規模な販促を展開する。また、著名な歌番組に出演するなど新人歌手としては異例の大規模なプロモーションが行われる。
CDのみの通常盤、CD+DVDのDVD付初回盤、CD+携帯ストラップ付初回盤の3形態で発売。それぞれジャケット写真が異なる。
オリコンデイリーランキングでの初登場は21位であったが、その後メディアなどで取り上げられた結果、デイリー最高位9位を記録。2008年4月7日付のオリコン週間ランキング（シングル）で初登場12位を記録。

## 収録曲
作詞：Rei、作曲・編曲：原一博
1. teenage days（3：43）[3]
日本テレビ系「業界クイズ ミニキテ!」2008年3月度エンディングテーマ
高校生らしさを残しつつ子供っぽい[6]、背伸びしない自分を表現したという[7]。
テレビ番組では「月光音楽団」「音リコ!」「月刊MelodiX!」「音楽戦士」「MUSIC JAPAN」で披露。全番組、初出演。
2. 星を探して（4：18）[3]
3. teenage days （Instrumental）（3：42）[3]
4. 星を探して （Instrumental）（4：15）[3]

## 参加ミュージシャン
- AKIO SHIMIZU（E.Guitar）#1
- TAKASHI MASUZAKI（DIMENSION）（E.Guitar）#2
- TAKESHI TANEDA（E.Bass）#1
- CHIHARU MIKUZUKI（E.Bass）#2
- TOMOYASU "ka-suke" KAWAMURA（Drums）#2
- YUMI KAWAMURA（Chorus）#1,2
- KAZUHIRO HARA（Other instruments&Programming）#1,2